# جامعة الحواش الخاصة
جامعة الحواش الخاصة جامعة سورية أسست في عام 2008 تقع في بلدة المزينة في وادي النصارى.

## تأسيس الجامعة
في 13 آذار عام 2008 تم الإعلان رسمياً عن افتتاح جامعة الحواش الخاصة.

## مقرّها
تقع جامعة الحواش الخاصة في وادي النصارى على مسافة 50 كم غرب مدينة حمص و 60 كم شرق مدينة طرطوس. وتعتبر هذه المنطقة مقصداً سياحياً هاماً يحتضن عشرات المطاعم والفنادق والمنتجعات السياحية والمعالم الأثرية كقلعة الحصن ودير مار جرجس. وتقام في قرى وادي النصارى عدة مهرجانات وكرنفالات سنوية مما جعلها من المناطق الأكثر حيوية في سورية .

## اختصاصاتها
تضم جامعة الحواش الكليات والتخصصات التالية:
- كلية الطب البشري
- كلية الصيدلة
- كلية طب الأسنان
- كلية التجميل والعناية الصحية وتضم الأقسام التالية: قسم التجميل والعناية بالبشرة، وقسم التغذية والعناية الصحية.
- كلية الهندسة وتضم الأقسام التالية: قسم الهندسة المدنية، قسم هندسة العمارة، قسم الهندسة المعلوماتية.
- كلية الحقوق
- كلية اللغات وتضم الأقسام التالية: قسم اللغة الإنكليزية، قسم اللغة الفرنسية، قسم اللغة الصينية (قيد الإحداث)، قسم اللغة الفارسية (قيد الإحداث).